# VT-4
VT-4(중국어: VT-4主战坦克) 또는 MBT-3000은 중화인민공화국이 개발한 3세대 주력 전차로, 중화인민공화국의 방산업체 노린코사가 개발한 수출용 3세대 전차다.

## 개발

### 화기/무장
125mm 주포 구경을 채택했으며 날탄(APFSDS),고폭탄(HEAT)등을 발사할 수 있고 포탑엔 12.7mm 중기관총을 무장했다. 화력 관제 시스템은 헌터 킬러 능력을 보유하고 있으며 레이저 거리 측정장치, 파노라마 광학 장치, 3세대 열화상 시스템을 갖추고 있다. 

### 보호/생존성
본 전차는 복합장갑과 폭발 반응장갑을 채택한 것으로 보인다. 포탑 전면은 쐐기 모양의 장갑으로 돼있고 전차 측면에는 사이드 장갑이 있다. 또한 차량에는 NBC 방호, 폭발 억제 시스템, 소화 시스템 및 에어컨이 있다. 특히 독일제 레오파르트 2 전차처럼 쐐기모양의 반응장갑을 무장하고 있는 VT-4는 전면 방호력에 신경을 쓴 것을 알 수 있다. 

### 명령 및 제어
또한 VT-4 전차는 탱크 - 탱크간 통신 및 지휘자 간의 통신을 위한 디지털 통신 시스템과 통합되어 있다.

### 기동력
VT-4 전차의 기동력은 아직 공개된게 극히 미미하다. 그러나 1,300마력의 엔진에 가벼운 편인 52톤의 전차 중량은 다른 중국 전차들보다도 기동력에 있어서 조건이 좋은 편인 스펙이다.  

## 중국 전차 전력
- 중국 - 99식 전차 850대
- 중국 - 96식 전차 2,500대
- 중국 - 59식 전차 2,000대
- 중국 - VT-4 100대

## 운용 국가
- 태국 - 2016년 5월 13일 태국 육군이 발주했다. 수는 28량으로 2016년 말까지 납품이 시작된다. 군이 만족하면 150 량도 주문한다고 한다.
- 파키스탄 - 라이센스 생산을 계획 중.
- 페루 - 잠재적인 운용국이며, T-55를 대체하기 위해 100대 주문한 상태다.
- 이라크 - '제인 디펜스 위클리'에 의하면 2016년 11월에 이라크 육군이 주문했다고 한다.

## 같이 보기
- MBT-2000
- 99식 전차
- 10식 전차
- 96식 전차